# نرگال

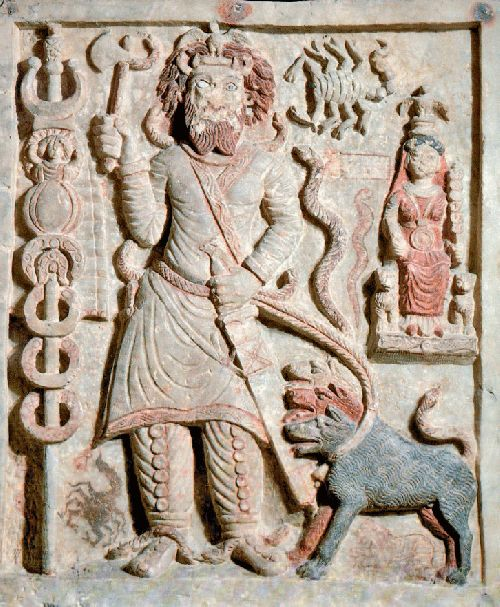
نقش برجستهٔ پارتی از نرگال در شهر باستانی هترا در عراق

نرگال (سومری: 𒀭𒄊𒀕𒃲 dKIŠ.UNU یا dGÌR.UNU.GAL؛ ؛ آرامی: ܢܸܪܓܲܠ؛ لاتین: Nirgal) خدایی بین‌النهرینی بود که پرستش او در تمامی دوره‌های تاریخ بین‌النهرین از زمان دوره آغازین دودمانی تا امپراتوری بابل نو رایج بود؛ اسنادی نیز به دست آمده که نشانگر باقی ماندن آیین او در دوره امپراتوری هخامنشی است.

## اساطیر

### نرگال و ارشکیگال
به گفته آلهنا گادوتی، این ایده که ارشکیگال قرار بوده با همسرش پادشاهی بر جهان مردگان را اشتراک گذارد از قطعه‌ای به بابلی باستان، بیلگمس و جهان زیرین، شناخته شده است. در این متن، آنو و انلیل جهان زیرین را «به عنوان جهیزیه، سهم او از ارث پدری، به او می‌دهند که تا زمان ازدواجش در اختیارش باشد».